# 康蓮鶴
康蓮鶴（강련학，?—），北韓政治家，任職祖國統一民主主義戰線議長及最高人民會議代議員。

## 生平
外間對於康蓮鶴的事跡所知不多，資料對其記載始於1998年7月。當時，他被委任為祖國統一民主主義戰線的議長。同年9月，他在當屆的最高人民會議選舉當選為代議員。2001年6月，出任民族和解協會會長一職。2003年9月，再次成為最高人民會議的代議員。翌年的南北共同宣言中，他被任命為實踐北方委員會的副委員長。2009年4月，他第三度在最高人民會議選舉勝出，得以留任為代議員。2014年3月，第四次出任當選。

## 資料來源
1. 1 2  .   [2014-03-26]. （原始内容存档于2019-05-20）.
2. ↑  "중앙선거위 최고인민회의 제13기 대의원선거결과에 대하여" 《勞動新聞》 2014 3 11